# Stankowo (Dźwierzuty)
Stankowo (deutsch Probeberg) ist ein Dorf in der polnischen Woiwodschaft Ermland-Masuren und gehört zur Gmina Dźwierzuty (Landgemeinde Mensguth) im Powiat Szczycieński (Kreis Ortelsburg).

## Geographische Lage
Stankowo liegt in der südlichen Mitte der Woiwodschaft Ermland-Masuren, elf Kilometer nördlich der Kreisstadt Szczytno (deutsch Ortelsburg).

## Geschichte
Der vor 1830 Probark genannte Ort bestand aus mehreren großen und kleinen Höfen und war bis 1945 ein Wohnplatz innerhalb der Gemeinde Olschöwken (1938 bis 1945 Kornau (Ostpr.), polnisch Olszewki) im ostpreußischen Kreis Ortelsburg. Im Rahmen der Separation (1840) wurden in der Gemarkung Olschöwken umfangreiche Ödlandflächen erschlossen, u. a. 19 Ausbauhöfe, unter ihnen im Jahre 1827 Probeberg.
Mit dem gesamten südlichen Ostpreußen kam Probeberg 1945 in Kriegsfolge zu Polen und erhielt die polnische Namensform „Stankowo“. Heute ist das Dorf Sitz eines Schulzenamtes (polnisch Sołectwo) und damit eine Ortschaft im Verbund der Landgemeinde Dźwierzuty (Mensguth) im Powiat Szczycieński (Kreis Ortelsburg), bis 1998 der Woiwodschaft Olsztyn, seither der Woiwodschaft Ermland-Masuren zugehörig.

## Kirche
Bis 1945 war Probeberg in die evangelische Kirche Theerwisch (polnisch Targowo) in der Kirchenprovinz Ostpreußen der Kirche der Altpreußischen Union sowie in die katholische Kirche Mensguth Dorf im damaligen Bistum Ermland eingepfarrt. Heute gehört Stankowo zur katholischen Kirche Dźwierzuty im jetzigen Erzbistum Ermland sowie zur evangelischen Kirche Dźwierzuty, jetzt eine Filialkirche der Pfarrei Pasym (Passenheim) in der Diözese Masuren der Evangelisch-Augsburgischen Kirche in Polen.

## Verkehr
Von der Landesstraße 57 (frühere deutsche Reichsstraße 128) nördlich von Linowo (Leynau, 1938 bis 1945 Leinau) führt eine Nebenstraße direkt nach Stankowo. Auch von Olszewki (Olschöwken, 1938 bis 1945 Kornau (Ostpr.)) führt eine Straße in den Ort. Eine Anbindung an den Bahnverkehr besteht nicht.